# شبکه اجتماعی (فیلم)

نشانی از فیلم شبکه اجتماعی

شبکه اجتماعی (به انگلیسی: The Social Network) فیلمی درام به کارگردانی دیوید فینچر محصول سال ۲۰۱۰ ایالات متحده آمریکا ست. این فیلم دربارهٔ ایجاد شبکه اجتماعی فیس بوک و زندگی مارک زاکربرگ سازنده این سایت، در اینترنت و بر اساس کتابی با نام میلیاردرهای تصادفی نوشته بن مزریک (Ben Mezrich)، ساخته شده است. این فیلم در سال ۲۰۱۱ در هشتاد و سومین دورهٔ مراسم اسکار برندهٔ جایزهٔ اسکار بهترین فیلم‌نامهٔ اقتباسی، جایزهٔ اسکار برای بهترین تدوین فیلم و بهترین موسیقی شد.

## داستان
در سال ۲۰۰۳، مارک زاکربرگ، دانشجوی دانشگاه هاروارد، بعد از شکست در برقراری رابطه با یکی از دخترهای خوابگاه به نام اریکا، به اتاقش پناه می‌برد و وب‌سایتی به نام فیس‌مش درست می‌کند که در آن اعضای سایت می‌توانند به دختران دانشگاه از نظر جذابیت‌شان نمره دهند. سایت خیلی زود مورد توجه قرار می‌گیرد تا این‌که سرورهای سیستم پایگاه اینترنتی دانشگاه مختل می‌شود. زاکربرگ شش ماه از تحصیل محروم می‌شود و وقتی بازمی‌گردد، همه او را می‌شناسند. دوقلوهای وینکِلواس او را استخدام می‌کنند تا وب‌سایتی مخصوص دوست‌یابی برای آن‌ها درست کند و بعد از بروز اتفاقاتی، وب‌سایت فیس‌بوک خلق می‌شود که رفته‌رفته مورد توجه پانصد میلیون نفر در سراسر دنیا قرار می‌گیرد.

## بازیگران
- جسی آیزنبرگ در نقش مارک زاکربرگ، خالق شبکهٔ اجتماعی عظیم فیس‌بوک
- اندرو گارفیلد در نقش ادواردو ساورین، نزدیک‌ترین دوست زاکربرگ
- جاستین تیمبرلیک در نقش شان پارکر، نابغهٔ خالق نپستر
- رونی مارا در نقش اریکا، دوست‌دختر زاکربرگ
- آرمی همر در نقش برادران وینکلواس[۲]

## بازخوردها
شبکهٔ اجتماعی خیلی زود توجه دوستداران سینما را به خود جلب کرد. فیلم فروش بالایی داشت و منتقدان فیلم را پسندیدند. حتی کسانی مثل راجر ایبرت، که معمولاً فیلم‌های فینچر را مهم نمی‌دانند، آن را بهترین فیلم او معرفی کرده‌اند. پیتر تراورس، منتقد مجلهٔ رولینگ استون، آن را بهترین فیلم سال و تاد مک کارتی آن را همشهری کین عصر ما معرفی کرد. فیلم در وب‌سایت راتن تومیتوز ۹۷ درصد کسب کرده و از موفق‌ترین فیلم‌ها در سال‌های اخیر به‌شمار می‌آید.
فیلم در محافل جوایز سینمایی هم مورد توجه بسیاری قرار گرفته است. دیوید فینچر، آرون سورکین و جسی آیزنبرگ هر یک جوایز محتلفِ کارگردانی، فیلمنامه‌نویسی و بازیگری نقش اول سال در محافل مختلف منتقدان لس آنجلس، نیویورک، واشینگتن و بوستون را کسب کردند.

## جوایز

### گلدن گلوب
- بهترین فیلم (درام)
- بهترین کارگردان (دیوید فینچر)
- بهترین موسیقی متن
- بهترین فیلم‌نامه (آرون سورکین)

### اسکار
- بهترین موسیقی
- بهترین فیلم‌نامهٔ اقتباسی
- بهترین تدوین

## دقت تاریخی
لارنس لسیگ، استاد مدرسه حقوق هاروارد، در نیو ریپابلیک نوشت که فیلمنامهٔ سورکین اعتنایی به «شخصیت منفی واقعی» داستان نمی کند:
| « | پوچی کامل و مطلق دنیایی که در آن موتورهای دعوی فدرال با هندل روشن می‌شوند تا در مورد احساسات جریحه‌دار شدهٔ (چون «ایدهٔ ما دزدیده شد!») به اسمِ دانشجویان لیسانس هارواد حکم صادر کنند، کاملاً توسط سورکین ندیده گرفته شده است. ما نمی‌توانیم به اندازهٔ کافی از فیلم بدانیم که آیا واقعاً ادعای حقوقی قابل‌توجهی در اینجا وجود دارد یا خیر. سورکین در مورد این واقعیت که جعلیات فراوانی به داستان اضافه شده، صادق بوده است. اما از داستان به گونه‌ای که روایت شده است مطمئناً به اندازهٔ کافی می‌دانیم که بدانیم هر سیستم حقوقی که به این بچه‌ها اجازه می‌دهد ۶۵ میلیون دلار از موفق‌ترین کسب و کار این قرن اخاذی کنند، باید از خود خجالت بکشد. آیا زاکربرگ قراردادش را زیر پا گذاشت؟ شاید، که خسارت آن چیزی حدود ۶۵۰ دلار است، نه ۶۵ میلیون دلار. آیا او اسرار تجاری را دزدید؟ مطلقا خیر. آیا «مال» دیگری دزدید؟ مطلقا خیر — کد فیس‌بوک متعلق به او بود و «ایده» شبکهٔ اجتماعی اختراع ثبت‌شده نیست. این عدالت نبود که به دوقلوها ۶۵ میلیون دلار داد؛ ترس از یک سیستم قانون تصادفی و ناکارآمد بود. این سیستم، مالیات بر نوآوری و خلاقیت است. در اینجا این مالیات شخصیت منفی است، نه مبتکری که باری بر دوش او بوده است. | » |